# Kannagi: Crazy Shrine Maidens
Kannagi: Crazy Shrine Maidens (яп. かんなぎ) — японська манґа створена манґакою Такенасі Ері.
Манґа вперше з'явилась 9 грудня 2005 року в сьонен-журналі Comic Rex видавництва Ichijinsha. Перший танкобон вийшов 9 серпня 2006 року і на сьогоднішній момент вийшло шість томів.
13-серійна аніме-адаптація була створена студією A-1 Pictures. Прем'єра аніме відбулась 4 жовтня 2008 року.
На основі серії 20 грудня 2008 року видавництвом Ichijinsha під лейблом Ichijinsha Bunko була випущена новела. Автор — Такеї Тока. Ілюстрації: Такенасі Ері та Кіріно Касуму.

## Сюжет
Для свого шкільного проекту Дзін зробив статую зі священного дерева, і коли він вже зібрався йти в школу, побачив, що статуя приросла до землі та раптом перетворилася на красиву дівчину. Її звуть Наґі, вона синтоїстське божество, і вона дуже незадоволена тим, що хтось знищив священне дерево, в якому вона жила.